# Congreso Constituyente del Estado Libre de Costa Rica
No confundir con el Congreso Constitucional de Costa Rica, parlamento de 1871 a 1949.

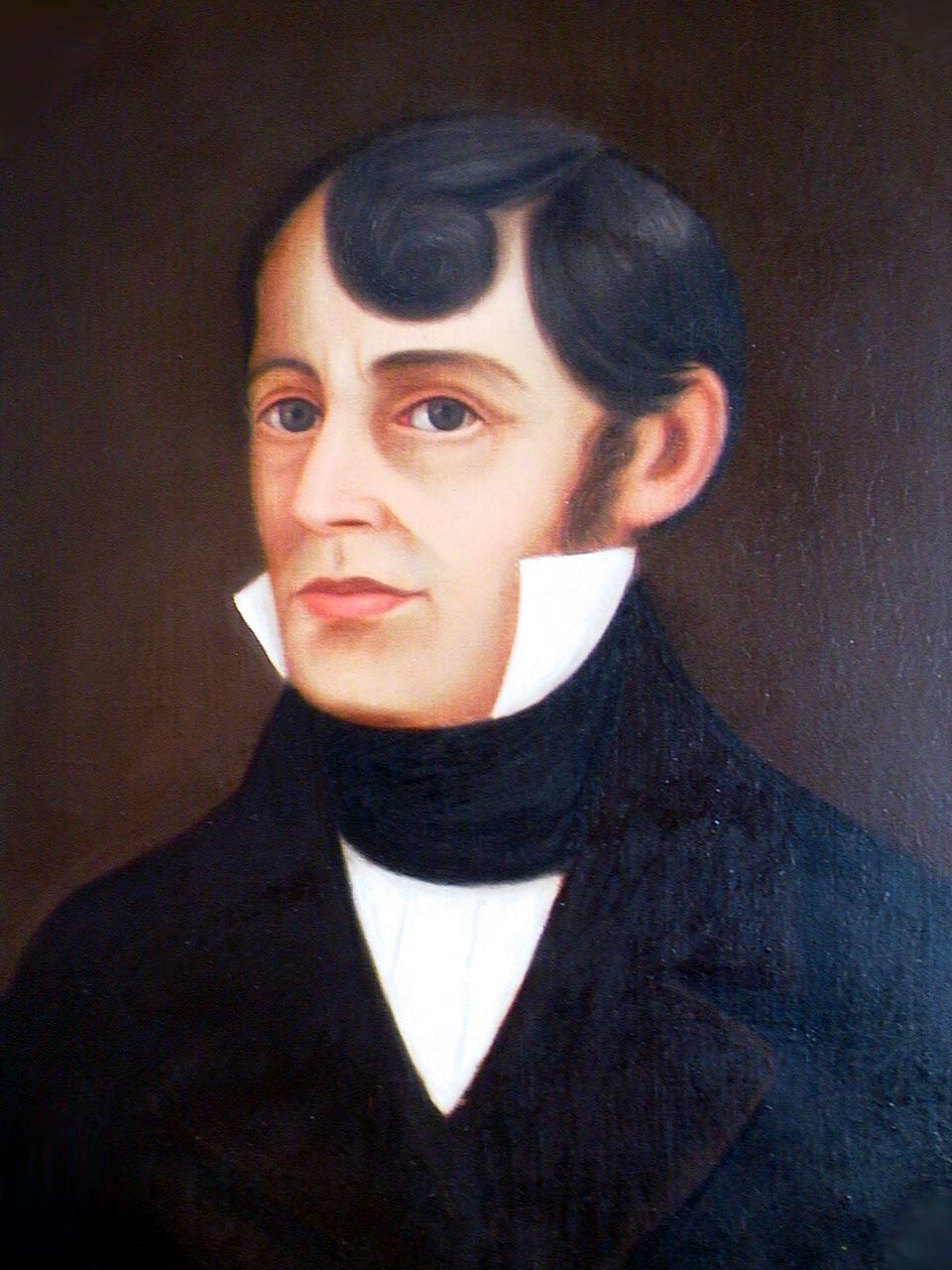
Juan Mora Fernández.

El Congreso Constituyente del Estado Libre de Costa Rica de 1824-25 fue la primera Asamblea Constituyente convocada en Costa Rica y autora de la Ley Fundamental del Estado Libre de Costa Rica. Se convocó como parte de las Provincias Unidas de Centroamérica recién independizadas de España. 
El 5 de mayo de 1824 la Asamblea Nacional Constituyente de Centro América emite el mandato a los Estados miembros de convocar a congresos constituyentes que establezcan sus constituciones estatales.  Previamente dicha Asamblea había emitido las Bases de Constitución Federal en 1823 y luego la Constitución de la República Federal de Centroamérica en 1824 y ahora correspondía al Estado Libre de Costa Rica el designar su constitución interna así como las leyes necesarias para el apropiado funcionamiento del joven Estado, por lo que además de Poder Constituyente se le dio Poder Legislativo.  Naturalmente la Constitución debía ser federal y fundamentarse en las bases de la Constitución Centroamericana, es decir, no podía contradecirla.
Estuvo conformada por diez miembros,  su presidente fue don Nazario Toledo, su secretario don Rafael Ramírez y su prosecretario don Gordiano Paniagua. Don Juan Mora Fernández fue Jefe Supremo Provisional en este período, pero no formó parte del Congreso.  El Congreso también definió la bandera y el escudo del país. Esta Constitución estuvo vigente hasta que fue derogada por Braulio Carrillo al asumir el poder autoritariamente en 1838.
El Decreto Constitutivo reza:

El Congreso Constituyente del Estado soberano de Costa Rica, considerando:

1°‑ ‑Que rotor los lazos que sujetaban a Costa Rica al Gobierno Español en la época de su independencia, recobró sus naturales derechos de absoluta soberanía y libertad; y por consiguiente concurrió al pacto de 1824 en calidad de cuerpo político, soberano a independiente: 2°‑ que la Asamblea nacional Constituyente, no tuvo facultad para anular estos sagrados derechos con un sistema contrario a los fines que se había propuesto, y contradictorio en sus mismos principios: 3°‑ que habiéndose considerado nulo dicho pacto, por ser terminantemente opuesto a la voluntad de los Estados y a su felicidad: 4°‑ que habiendo hecho enérgicas reclamaciones, no solo en virtud de la nulidad del pacto, sino porque cesara la causa de los males que sufría: 5°‑ que agotados los recursos posibles, porque la representación nacional resistiera la destrucción de aquel sistema de vinculación, no quedaba a Costa Rica otro medio para salvarse que usar del derecho que incontestablemente tiene para proveer a su bienestar y mejoras: 6°‑ deseando poner termino a la existencia de ese sistema que esta causando la ruina, no solo de Costa Rica, sino de toda la República: 7°‑ que antes de emitirse el Decreto de 30 de Mayo que restituye a los Estados la libertad de constituirse, ya Costa Rica se había pronunciado reclamando fuertemente sus derechos; y que con tan noble fin reunió su Asamblea Constitucional, para que convocase a un Congreso Constituyente. Este cumpliendo con el primero de sus deberes; y de conformidad con la voluntad del pueblo que representa, ha venido en decretar y decreta.
Articulo 1.‑‑Los pueblos de Costa Rica reunidos por medio de sus Representantes, acuden la plenitud de su soberanía, forman un Estado libre e independiente, y en la capacidad de cuerpo político concurrirán por medio de sus delegados a contener el pacto federal, liga o unión con los otros Estados que en la misma capacidad quieran concurrir.
Articulo 2.‑Protestan que pertenecerán a la gran familia Centroamericana, y que sus votos son, porque subsistan perpetuamente los vínculos de asociación con ella.
Articulo 3.‑‑Que concurrirán a cubrir proporcionalmente la deuda nacional, a cuyo efecto hipoteca sus ventas.
Articulo 4.‑Que nombraran por medio de su Asamblea Constituyente, y en decreto separado, los individuos que deben representar a Costa Rica en la convención de Estados.
Articulo 5.‑Se faculta al Ejecutivo para que por todos los medios que estén a su alcance, excite a las Constituyentes de los demás Estados a que concurran al señalamiento del lugar y tiempo, en que deba verificarse la reunión. de los delegados de los pueblos.

Articulo 6.‑Quedan vigentes las leyes federales en la parte que no se opongan al presente Decreto. ‑Comuníquese al Poder Ejecutivo para su cumplimiento y que al efecto lo hagan imprimir, publicar y circular. ‑Dado en la Ciudad de San José a los catorce días del mes de Noviembre de mil ochocientos treinta y ocho. ‑Nazario Toledo, D. Presidente. ‑Rafael Ramírez, D. Secretario. ‑Gordiano Paniagua, D. pro‑Secretario. ‑Por tanto: Ejecútese. Casa de Gobierno. San José Noviembre quince de mil ochocientos treinta y ocho. –Braulio Carrillo. ‑Al Ministro General del Despacho".

| Predecesor: Asamblea Nacional Constituyente de Centro América | Asamblea Constituyente de Costa Rica 1825 | Sucesor: Asamblea Nacional Constituyente de Costa Rica de 1838 |